# Laurence Olivier Awards 1983
Die 8. Laurence Olivier Awards 1983 wurden in London vergeben, damals noch unter der Bezeichnung Society of West End Theatre Awards. Ausgezeichnet wurden Produktionen der Theatersaison 1982/83.

## Hintergrund
Der Laurence Olivier Award (auch Olivier Award) ist ein seit 1976 jährlich vergebener britischer Theater- und Musicalpreis. Er gilt als höchste Auszeichnung im britischen Theater und ist vergleichbar mit dem Tony Award am amerikanischen Broadway. Verliehen wird die Auszeichnung von der Society of London Theatre. Ausgezeichnet werden herausragende Darsteller und Produktionen einer Theatersaison, die im Londoner West End zu sehen waren. Die Auszeichnungen hießen zunächst Society of West End Theatre Awards und wurden 1985 zu Ehren des renommierten britischen Schauspielers Laurence Olivier in Laurence Olivier Awards umbenannt. Die Nominierten und Gewinner der Laurence Olivier Awards „werden jedes Jahr von einer Gruppe angesehener Theaterfachleute, Theaterkoryphäen und Mitgliedern des Publikums ausgewählt, die wegen ihrer Leidenschaft für das Londoner Theater“ bekannt sind.

## Gewinner und  Nominierte
| Bestes neues Theaterstück | Bestes neues Musical |
| --- | --- |
| - Glengarry Glen Ross von David Mamet – National Theatre Cottesloe - Pack of Lies von Hugh Whitemore – Lyric Theatre - The Slab Boys Trilogy von John Byrne – Royal Court Theatre - Tales from Hollywood von Christopher Hampton – National Theatre Olivier                                                                                             | - Blood Brothers – Lyric Theatre - Bashville – Regent’s Park Open Air Theatre - Little Shop of Horrors – Harold Pinter Theatre - Snoopy! The Musical – Duchess Theatre |
| Beste neue Comedy | |
| - Daisy Pulls It Off von Denise Deegan – Globe Theatre - Beethoven’s Tenth von Peter Ustinov – Vaudeville Theatre - Run for Your Wife von Ray Cooney – Shaftesbury Theatre - Woza Albert von Percy Mtwa, Mbongeni Ngema und Barney Simon – Criterion Theatre                                                                                            | |
| Darsteller des Jahres Theaterstück | Darstellerin des Jahres Theaterstück |
| - Jack Shepherd als Richard Roma in Glengarry Glen Ross – National Theatre Cottesloe - Michael Gambon als Ödön von Horváth in Tales from Hollywood – National Theatre Olivier - Ben Kingsley als Edmund Kean in Kean – Theatre Royal Haymarket - Michael Williams als Bob Jackson in Pack of Lies – Lyric Theatre                                       | - Judi Dench als Barbara Jackson in Pack of Lies – Lyric Theatre - Sara Kestelman als Zenocia in The Custom of the Country – Royal Shakespeare Company im Barbican Centre - Maureen Lipman als Rachel in Messiah – Aldwych Theatre - Janet Suzman als Nina in Cowardice – Ambassadors Theatre                                                                                     |
| Darsteller des Jahres Wiederaufnahme | Darstellerin des Jahres Wiederaufnahme |
| - Derek Jacobi als Cyrano de Bergerac in Cyrano de Bergerac – Royal Shakespeare Company im Barbican Centre - Alan Bates als Alfred Redl in A Patriot for Me – Theatre Royal Haymarket - Rex Harrison als Captain Shotover in Heartbreak House – Theatre Royal Haymarket - Bob Peck als Lear in King Lear – Royal Shakespeare Company im Barbican Centre | - Frances de la Tour als Josie in A Moon for the Misbegotten – Mermaid Theatre - Sinéad Cusack als Kate Minola in The Taming of the Shrew – Royal Shakespeare Company im Barbican Centre - Rosemary Harris als Hesione Hushabye in Heartbreak House – Theatre Royal Haymarket - Helen Mirren als Cleopatra in Antony and Cleopatra – Royal Shakespeare Company im Barbican Centre |
| Bester Hauptdarsteller Musical | Beste Hauptdarstellerin Musical |
| - Denis Lawson als Jim Lancaster in Mr Cinders – Fortune Theatre - George Costigan als Mickey in Blood Brothers – Lyric Theatre - Teddy Kempner als Snoopy in Snoopy! The Musical – Duchess Theatre - Peter Woodward als Cashel Byron in Bashville – Regent’s Park Open Air Theatre                                                                     | - Barbara Dickson als Mrs. Johnstone in Blood Brothers – Lyric Theatre - Ellen Greene als Audrey in Little Shop of Horrors – Comedy Theatre - Stephanie Lawrence als Marilyn Monroe in Marilyn! the Musical – Adelphi Theatre - Sarah Payne als Lina Lamont in Singin’ in the Rain – London Palladium                                                                             |
| Beste Comedy-Darbietung | |
| - Griff Rhys Jones als Lord Fancourt Babberley in Charley’s Aunt – Aldwych Theatre - Susan Colverd als Lady Brute in The Provoked Wife – Donmar Warehouse - Michael Hordern als Sir Anthony Absolute in The Rivals – National Theatre Olivier - Peter Ustinov als Ludwig van Beethoven in Beethoven’s Tenth – Vaudeville Theatre                        | |
| Bester Nebendarsteller Theaterstück | Beste Nebendarstellerin Theaterstück |
| - Alan Devlin als Phil Hogan in A Moon for the Misbegotten – Mermaid Theatre - Ian McDiarmid als Bertolt Brecht in Tales from Hollywood – National Theatre Olivier - Mark Rylance als Michael in Arden of Faversham – RSC at The Pit - Antony Sher as The Fool in King Lear – Royal Shakespeare Company im Barbican Centre                              | - Abigail McKern als Celia in As You Like It – Regent’s Park Open Air Theatre - Kate Buffery als Clare Beaumont in Daisy Pulls It Off – Globe Theatre - Sylvia Coleridge als Em in Clay – Royal Shakespeare Company im Barbican Centre - Barbara Leigh-Hunt als Helen Kroger in Pack of Lies – Lyric Theatre                                                                      |
| Bester Newcomer Theaterstück | |
| - John Retallack für Regie von Quixote und The Provoked Wife – Donmar Warehouse - Arturo Brachetti für die Konzeption und Auftritt in Y – Piccadilly Theatre - Billy McColl als Phil McCann in The Slab Boys Trilogy – Royal Court Theatre - Abigail McKern als Celia in As You Like It – Regent’s Park Open Air Theatre                                | |
| Beste Regie | |
| - Terry Hands für Cyrano de Bergerac – Royal Shakespeare Company im Barbican Centre - Bill Bryden für A Midsummer Night’s Dream – National Theatre Cottesloe - Barry Kyle für The Taming of the Shrew – Royal Shakespeare Company im Barbican Centre - Peter Wood für The Rivals – National Theatre Olivier                                             | |
| Bestes Bühnenbild | |
| - Ralph Koltai für Cyrano de Bergerac – Royal Shakespeare Company im Barbican Centre - John Gunter für The Rivals – National Theatre Olivier - John Napier für Peter Pan – Royal Shakespeare Company im Barbican Centre - Carl Toms für The Real Thing – Strand Theatre                                                                                 | |
| Herausragende Leistungen Ballett | Herausragende erstmalige Leistung Ballett |
| - Alessandra Ferri in Valley of Shadows, The Royal Ballet – Royal Opera House - Patrick Armand in Songs of a Wayfarer, Ballet Théâtre Francais – London Coliseum - Natalia Makarova in The Nightingale, The Royal Opera – Royal Opera House - Koen Onzia in The Seasons, London Festival Ballet – London Coliseum                                       | - Requiem, The Royal Ballet – Royal Opera House - Glass Pieces, New York City Ballet – Royal Opera House - Nijinsky the Fool, Lindsay Kemp Company - The Nightingale, The Royal Opera – Royal Opera House |
| Herausragende Leistungen Oper | Herausragende erstmalige Leistung Oper |
| - Valerie Masterson in Semele, The Royal Opera – Royal Opera House - Graham Clark in The Gambler, English National Opera – London Coliseum - Eilene Hannan in Rusalka, English National Opera – London Coliseum - Nelly Miriciouiu in Manon Lescaut, Scottish Opera                                                                                     | - Il matrimonio segreto, Oper Köln - Boris Godunow, The Royal Opera – Royal Opera House - Manon Lescaut, Scottish Opera - Rienzi, English National Opera – London Coliseum |

## Sonderpreise
| Kategorie                         | Preisträger     |
| --------------------------------- | --------------- |
| Sonderpreis der Society of London | Joan Littlewood |

## Statistik

### Mehrfache Nominierungen
- 4 Nominierungen: Pack of Lies
- 3 Nominierungen: Blood Brothers, Cyrano de Bergerac, Tales from Hollywood und The Rivals
- 2 Nominierungen: A Moon for the Misbegotten, As You Like It, Bashville, Beethoven’s Tenth, Daisy Pulls It Off, Glengarry Glen Ross, Heartbreak House, King Lear, Little Shop of Horrors, Manon Lescaut, Snoopy! The Musical, The Nightingal, The Provoked Wife, The Slab Boys Trilogy und The Taming of the Shrew

### Mehrfache Gewinne
- 3 Gewinne: Cyrano de Bergerac
- 2 Gewinne: A Moon for the Misbegotten, Blood Brothers und Glengarry Glen Ross